# Massimo D'Alema
Massimo D'Alema [dalɛ'ma] (Rim, 20. travnja 1949.), talijanski političar. Nacionalni je tajnik Federacije talijanske komunističke mladeži od 1975. 1987. postaje zastupnikom, a 1988. – 1990. direktorom lista L'Unità. Od 1994. je glavni tajnik postkomunističke Stranke demokratske ljevice (PDS), a od listopada 1998. do travnja 2000. i 53. talijanski premijer.
Kasnije je bio zamjenik premijera i ministar vanjskih poslova od 2006. do 2008. Ponekad ga mediji nazivaju vođa Maximo, zbog njegova imena, ali i zbog svoje dominantne pozicije u lijevoj koaliciji tijekom Druge Republike.

## Životopis
Massimo D'Alema je rođen u Rimu 20. travnja 1949., kao sin Giuseppe D'Alema, komunističkog političara. U braku je s Lindom Guiva, profesor je na Sveučilištu u Sieni, a ima dvoje djece, Giuliu i Francesca. Kasnije je postao istaknuti član talijanske Komunističke partije (PCI), u sklopu koje je 1991. godine dao povoda Stranki demokratske ljevice (PDS), a 1998. i Demokratima lijevice (DS). 1998. godine, naslijedivši Romana Prodia postaje premijer, kao vođa stranke Maslina u koaliciji lijevog centra. On je prvi bivši komunist koji je postao premijer neke zemlje članice NATO pakta i prvi premijer Italije rođen nakon što je Italija postala republika 1946. godine.
Dok je D'Alema bio premijer, Italija je sudjelovala u NATO bombardiranjima Socijalističke Republike Jugoslavije 1999. Napad je podržan od strane  Silvija Berlusconija i desnog centra oporbe, ali je D'Alema snažno rekao da ga osporava.

Bio je direktor časopisa L'Unità, bivši novinar talijanske Komunističke partije, koja ima novine od nastajanja Demokrata ljevice. D'Alema je bio član Europskog parlamenta za južnu Italiju s Demokratima ljevice. Sjedio je na odboru Europskog parlamenta o ribarstvu i na njegovom Odboru za vanjske poslove, dok je čekao izbore za talijanski Zastupnički dom. Nakon što je Romano Prodi pobijedio na izborima u travnju 2006., u početku je odlučio postati kandidatom za presdjednika Italije. Napravio je korak unazad potvrdivši službenog kandidata koalicije lijevog centra Giorgia Napolitana. 
Odmah nakon izbora u travnju 2006., predložen je za predsjednika Zastupničkog doma. Komunistička partija se međutim snažno zauzela za Fausta Bertinottia kao budućeg predsjednika Zastupničkog doma. Nakon par dana oštre rasprave D'Alema se odmaknuo kako bi spriječio prijelom između političkih stranaka. Njegov čin su pozdravili svi njegovi saveznici. Istog mjeseca, bio je imenovan za potpredsjednika Vlade i ministra vanjskih poslova u novoj vladi Romana Prodia. U tim poslovima služio je do 2008., kada je Prodijeva vlada pala pod pobjedom Berlusconijeve desničarske koalicije koja je pobijedila na izborima u travnju 2008. Na tim izborima D'Alema je ponovno izabran u Zastupnički dom, ali ovaj put od strane Demokratske partije.

## Na europskoj sceni
D'Alema je kratko bio zastupnik u Europskom parlamentu od 2004. do 2006. Od 2003. bio je član znanstvenog odbora Michel Rocard i Dominique Strauss-Kahn i udruženja "Gauche en Europe ". On je i dalje figura na europskoj sceni, potpisavši pismo George Sorosa (Kao zabrinuti Europljani), te je pozvao na snažnije europske integracije

## Izraelsko-libanonski sukob 2006.
Kao ministar vanjskih poslova Italije u vladi Romana Prodia Massimo D'Alema zalagao se za diplomatsko rješenje krize. Vodio je pregovore s izraelskim ministrom vanjskih poslova  Tzipi Livniom, te je predložena od strane Izraela Multinacionalna mirovna misija UNIFIL. Iako je ta misija bila opasnost za talijanske postrojbe u Libanonu, što je desni centar nazvao kamikaza potez mirovna misija našla se u sendviču između Izraela i dobro naoružanih Hezbollaha. D'Alema je obećao spremnost Italije za provođenje rezolucije Ujedinjenih naroda o Libanonu i pozvao ostale zemlje članice Europske unije da učine isto, jer stabilnost Bliskog istoka trebala biti glavna briga za Europljane.

## Obrazovanje
- 1967. D'Alema završava srednju školu dobivši certifikat za izvrsno znanje o antici i povijesti staroga vjeka.
- Nije završio studij psihologije na sveučilištu u Pisi.
- Od 1982. je profesionalni novinar.

## Karijera

### Partija
- 1975. – 1980. Nacionalni tajnik FGC-a
- 1981. – 1986. Regionalni tajnik talijanske Komunističke partije
- 1986. – 1989. Urednik dnevnog lista  L'Unità
- 1986. – 1992. Član talijanske Komunističke partije (PCI/PDS) i dio Nacionalnog tajništva
- 1992. – 1994. Predsjednik Demokratske stranke ljevice (PDS)i član parlamenta
- 1994. – 1999. Lider demokrata ljevice (PDS-DS)
- Od 1996. Potpredsjednik Socijalističke internacionale

### Institucije
- 1970. – 1976. Gradski vijećnik Pise
- 1985. – 1987. Regionalni savjetnik  Apulije
- 1987. – 2004. Predsjednik parlamentarne skupine
- 1987. – 2013. Član Zastupničkog doma Italije
- 1996. – 1998. Predsjednik odbora za ustavne reforme
- 1998-2000: Premijer Italije
- 2006-2008: Ministar vanjskih poslova

### Nagrade
- Vrhovne nagrade Čilea, Južne Koreje i Palestine.
- Policajac Legije časti Francuske Republike.

### Knjige
Massimo D'Alema objavio je osam knjiga:
- Dialogo Su Berlinguer  with Paul Ginsborg,Giunti ,1994., ISBN 88-09-20545-6;
- Un Paese normale. La sinistra e il futuro dell'Italia  ("Normalna zemlja. Lijevo krilo i budućnost Italije."), Mondadori, 1995., ISBN 88-04-40847-2;
- Progettare il futuro  ("Oblikovanje budućnosti"), Bompiani, 1996, ISBN 88-452-2883-5;
- La sinistra nell'Italia Che Cambia  ("Lijevo krilo u promjenjivoj Italiji"),  Feltrinelli, 1997., ISBN 88-07-47013-6
- La Grande occasione. L'Italia verso le riforme  ("Velika prilika Italija prema reformama. "), Mondadori, 1997., ISBN 88-04-42161-4;
- Parole Vista  ("Riječi na vidiku"), s Enricom Ghezziom, Bompiani, 1998., ISBN 88-452-3777-X;
- Kosovo. Gli Italiani e la guerra  ("Kosovo: Talijani i rat. "),s Federico Rampiniem, Mondadori, 1999., ISBN 88-04-47302-9;
- Oltre la paura  ("Beyond strah"), Mondadori, 2002., ISBN 88-04-51206-7.

## Privatni život
Massimo D'Alema oženjen je s Lindom Giuvom. U braku imaju dvoje djece - Giuliu i Francesca. Iako je ateist uvijek se rado susretao s papom.